# پندهای زرتشت

## پندهای زرتشت
برخی از پندها و پیام‌های زرتشت:
کسی که آرامش درونی دارد، با دانش و گفتار و کردار و وجدانش راستی را می‌افزاید.
بهترین ثواب راستی و بدترین گناه دروغ است.
ای مردم به کسی گوش دهید که دانا و طرفدار راستی باشد.
مردم به وسیلۀ منش پاک به تکامل و جاودانگی می‌رسند.
بهترین گفته‌ها را با گوش بشنوید و با اندیشۀ روشن ببینید.
کسی که بر قلب خود غلبه نکرد بر هیچ غالب نخواهد شد.